# José Luis Corcuera
José Luis Corcuera Cuesta (Pradoluengo, 2 de julio de 1945) es un expolítico español, ministro del Interior entre 1988 y 1993 en gobiernos de Felipe González. Militó en el PSOE desde 1976 hasta 2017.

## Biografía

### Orígenes
Nacido en Pradoluengo (Burgos), se trasladó con su familia hasta Portugalete (Vizcaya) a edad temprana. Estudió Maestría Industrial de Formación Profesional. Previamente había trabajado en Altos Hornos de Vizcaya. Procedente de la clase trabajadora y afiliado a la UGT y al PSOE. En 1985 renuncia a su cargo de secretario de acción reivindicativa en la ejecutiva federal y en 1988 fue nombrado ministro del Interior, cartera que mantuvo hasta 1993.

### Etapa ministerial
Durante su mandato en el Ministerio del Interior se aprobó, el 21 de febrero de 1992, la Ley de Seguridad Ciudadana, conocida en su día como la Ley Corcuera o Ley de la patada en la puerta, una polémica ley cuya inspiración se atribuyó. El proyecto de ley ya levantó suspicacias en los partidos de la oposición.

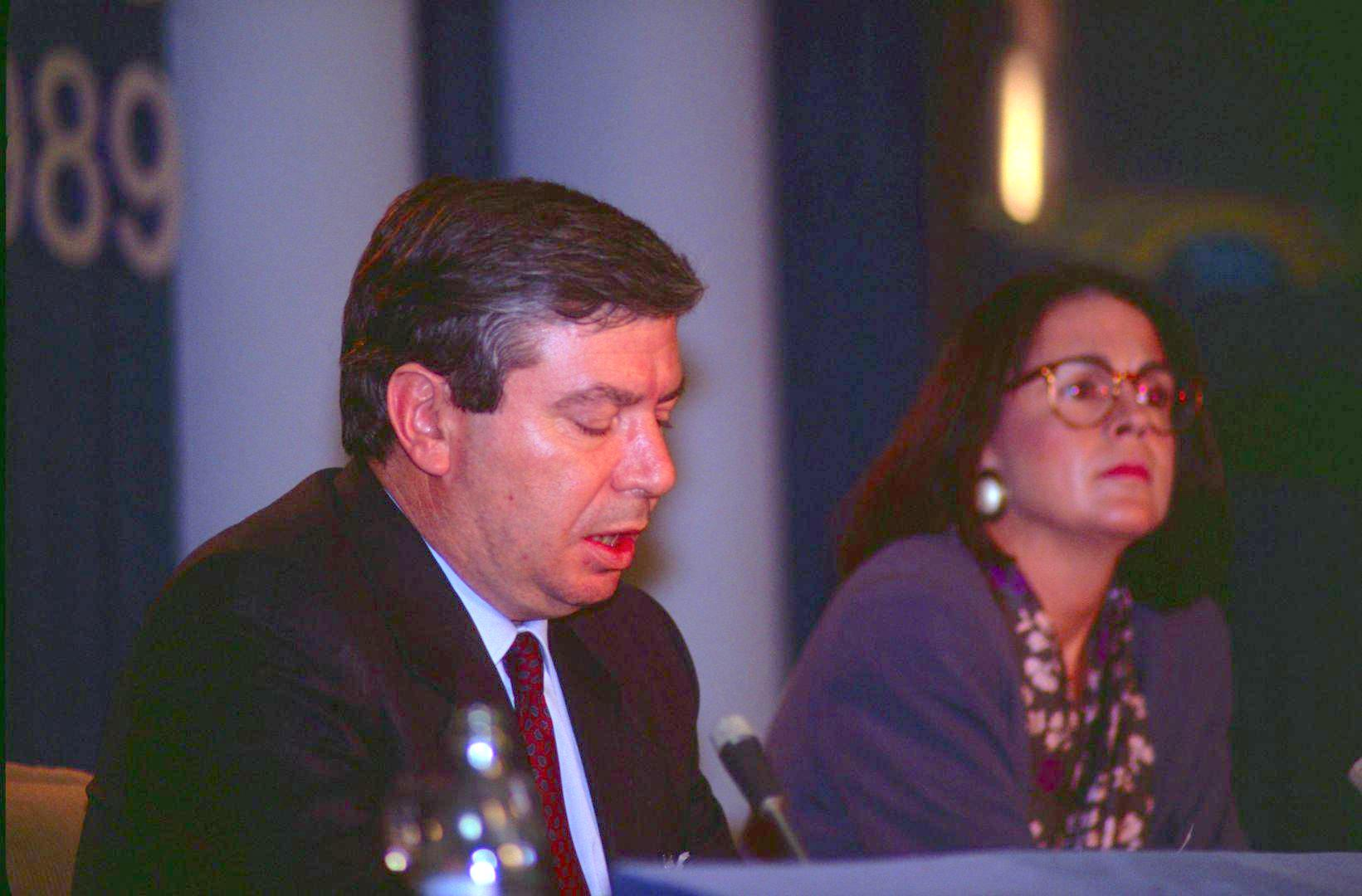
Fotografiado en 1989 junto con Rosa Conde.

El Tribunal Constitucional declaró nulo el apartado segundo de su artículo 21, que dice:

A los efectos de lo dispuesto en el párrafo anterior, será causa legítima para la entrada y registro en domicilio por delito flagrante el conocimiento fundado por parte de las Fuerzas y Cuerpos de Seguridad que les lleve a la constancia de que se está cometiendo o se acaba de cometer alguno de los delitos que, en materia de drogas tóxicas, estupefacientes o sustancias psicotrópicas, castiga el Código Penal, siempre que la urgente intervención de los agentes sea necesaria para impedir la consumación del delito, la huida del delincuente o la desaparición de los efectos o instrumentos del delito.

En 2015 fue sustituida por una nueva ley de seguridad ciudadana, la Ley Orgánica de protección de la seguridad ciudadana.

### Baja del PSOE
A pesar de estar apartado de la primera línea política, Corcuera comenzó a aparecer en 2016 como tertuliano en el canal 13 TV, criticando la estrategia de Pedro Sánchez, y mostrándose a favor de la abstención de su partido para que gobernase el PP de Rajoy. Fue afiliado socialista adscrito a la Agrupación Socialista de Portugalete hasta el 22 de mayo de 2017, cuando se dio de baja como afiliado por la victoria en las primarias socialistas de Sánchez el día anterior.